# フリードリヒ・ヴィルヘルム・マルプルク
フリードリヒ・ヴィルヘルム・マルプルク（Friedrich Wilhelm Marpurg, 1718年11月21日 - 1795年5月22日）は、ドイツの音楽評論家、音楽理論家、作曲家。18世紀の啓蒙時代の著名人らと交友関係を築き、協調関係にあった。

## 生涯
マルプルクはヴェンデルマルクに生まれたが、その幼少期についてはあまり知られていない。各種の文献によれば彼は哲学と音楽を学んでいたという。明らかなのは彼が確かな教育を受けたということと、美術史家のヨハン・ヨアヒム・ヴィンケルマンや詩人のゴットホルト・エフライム・レッシングといった啓蒙時代を代表する様々な人物らと親交を築いていたということである。1746年、マルプルクはローテンベルク（Rothenberg）もしくはボーデンベルク（Bodenberg）という名前の将軍の秘書としてパリを訪れた。この町で彼は作家で哲学者のヴォルテール、数学者のジャン・ル・ロン・ダランベール、作曲家のジャン＝フィリップ・ラモーなどの重要な知識人らと面識を持っている。
1746年、ベルリンへと戻ったマルプルクはいくぶん自立するようになった。彼はブライトコプフ・ウント・ヘルテル社に対して専属の作曲家となりたい旨の希望を出したが、この申し出は1757年に拒絶された。1760年、プロイセンの王立くじからの誘いを受けて入局し、1763年にその支配人として軍事評議員の称号を得た。1766年に、後に有名なヴァイオリニストとなる息子のヨハン・フリードリヒ・マルプルク（Johann Friedrich-）が誕生している。
マルプルクは短気な性格であり、人前で論戦を行いたがったために多くの敵を作った。しかしながら、当時の人々は同時に彼のことを礼儀正しく気前の良い人物であるとも評している。

## 作品
マルプルクが多くの自作曲を世に出したのは1750年から1763年にかけてのことであった。1763年にくじの仕事に就いてからは、そのことを題材に2作品を書いたが、依然幅広い音楽作品も作曲し続けた。
マルプルクの最初期かつ最も影響力のあった作品は1753年のフーガに関する書籍であり、これはバッハの『フーガの技法』の演奏記録として最古のものであると考えられている。彼の『通奏低音と作曲の手引き Handbuch bey dem Generalbasse und der Composition』及びダランベール著の『音楽の原理 Elémens de musique』の訳書は、ドイツの音楽理論界におけるラモー受容の先駆けとなった。
他の著作では器楽演奏、声楽、音楽史や数学的音楽理論に関する疑問が取り扱われている。マルプルクは論文発表を通じて、ヨハン・マッテゾンやヨハン・アドルフ・シャイベに倣う形でドイツの音楽評論を確立しようとし続けた。「音楽芸術に関する批評的短報 Kritische Briefe über die Tonkunst」は拍子の理論、頌の美学、並びに同時代の関心事について重要な貢献を行っている。古代の水オルガンに関する原稿は完成されないまま残された。
マルプルクが著作で見せた着眼力と前例のない明朗さは、彼を18世紀終盤のドイツにおける音楽理論家の第一人者たらしめるものだった。彼と彼のライバルだったヨハン・フィリップ・キルンベルガー、ヨハン・アブラハム・ペーター・シュルツによって、音楽評論と音楽理論では卓越した「ベルリン楽派」が形成されたのである。

## 主要作品
- Der critische Musicus an der Spree, 1750
- Die Kunst das Clavier zu spielen, 1750, enh. ed. 1762
- Abhandlungen von der Fuge, 1753
- Historisch-kritische Beyträge zur Aufnahme der Musik, 1756–78
- Anleitung zum Clavierspielen, 1755 - partial online edition: http://www.koelnklavier.de/quellen/marpurg-klav/_index.html
- Anfangsgründe der theoretischen Musik, 1757/60
- Handbuch bey dem Generalbasse und der Composition, 1757–62
- Anleitung zur Singcomposition 1758/59
- Kritische Einleitung in die Geschichte und Lehrsätze der alten und neuen Musik, 1759
- Kritische Briefe über die Tonkunst, 1759–63
- Anleitung zur Musik überhaupt, und zur Singkunst besonders, 1763
- Die Kunst sein Glück spielend zu machen. Oder ausführliche Nachricht von der italienischen, und nach Art derselben zu Berlin, Paris und Brüssel etc. errichteten Zahlen-Lotterie zwischen 1 und 90 : mit beygefügten Planen, sein Geld bey selbiger mit Vortheil anzulegen, 1765
- Friedrich Wilhelm Marpurgs Anfangsgründe des Progressionalcalculs überhaupt, und des figürlichen und combinatorischen besonders, wie auch des logarithmischen, trigonometrischen und Decimalcalculs, nebst der Lehre von der Ausziehung der Wurzeln und der Construction der eckigten geometrischen Körper, 1774
- Versuch über die musikalische Temperatur, 1776
- Legende einiger Musikheiligen, 1786
- Neue Methode allerley Arten von Temperaturen dem Claviere aufs bequemste mitzuteilen, 1790